# Cantonul Lédignan
Cantonul Lédignan este un canton din arondismentul Alès, departamentul Gard, regiunea Languedoc-Roussillon, Franța.

## Comune
- Aigremont
- Boucoiran-et-Nozières
- Cardet
- Cassagnoles
- Domessargues
- Lédignan (reședință)
- Lézan
- Maruéjols-lès-Gardon
- Massanes
- Mauressargues
- Saint-Bénézet
- Saint-Jean-de-Serres